# Čelešnik (priimek)
Čelešnik je priimek v Sloveniji, ki ga je po podatkih Statističnega urada Republike Slovenije na dan 1. januarja 2010 uporabljalo 35 oseb in je med vsemi priimki po pogostosti uporabe uvrščen na 9.436. mesto.

## Znani nosilci priimka
- Franc Čelešnik (1911—1973), zdravnik stomatolog, maksilofacialni kirurg, prof. MF, dopisni član SAZU
- Nina Čelešnik Kozamernik, tiflopedagoginja